# Domenico Criscito
Domenico Criscito (Cercola, Província de Nàpols, Itàlia, 30 de desembre de 1986) és un futbolista italià. Juga de defensa i el seu actual equip és el FC Genoa de la primera divisió italiana, coneguda com a Calcio A. Ha estat internacional amb la selecció italiana.

## Trajectòria
Criscito es feu notar en l'equip juvenil del Genoa CFC, equip amb el qual els comença en Serie B als 16 anys, al juny de 2003. La temporada 2004 - 2005 la Juventus FC adquireix la meitat de la seua fitxa i juga per 2 temporades al campionat Primavera. En aquest període, sovint entrenant-se amb el primer equip, se guanyà algunes convocatòries, als partits de la Lliga de Campions de la UEFA.

## Internacional
Ha estat internacional amb la selecció de futbol d'Itàlia sub-21, ha jugat 13 partits internacionals i ha marcat 1 gol.